# Dusze stracone
Dusze stracone (tytuł oryginalny: Осъдени души!) – bułgarski film fabularny z roku 1975 w reżyserii Wyło Radewa, na motywach powieści Dimityra Dimowa pod tym samym tytułem.

## Opis fabuły
Akcja filmu rozgrywa się w Hiszpanii, w okresie wojny domowej. W jednym z hoteli w Madrycie spotyka się angielska arystokratka Fanny Horn i hiszpański jezuita Ricardo Heredia. Zakochana w Heredii Fanny nie zdaje sobie sprawę, że jest on agentem Falangi. Heredia pod wpływem Fani przechodzi kryzys wiary i dokonuje rewizji własnego światopoglądu.
Za rolę Heredii Jan Englert został wyróżniony nagrodą dla najlepszego aktora na Międzynarodowym Festiwalu Filmowym w Warnie (1975).

## Obsada
- Jan Englert – Ricardo Leon Heredia
- Kosta Conew – Ricardo Leon Heredia (głos)
- Edit Szalay – Fanny Horn
- Wioleta Donewa – Fanny Horn (głos)
- Rusi Czanew – Jack Mourieux
- Mariana Dimitrowa – Carmen
- Walczo Kamaraszew – ojciec Olivarez
- Silwia Rangełowa – Klara
- Piotr Pawłowski – jezuita
- Atanas Lilianow - ojciec Gonzalo

## Wersja polska
Reżyseria: Henryka Biedrzycka
Wystąpili:
- Jan Englert – Ricardo Leon Heredia
- Ewa Żukowska – Fanny Horn
- Stefan Knothe – Jack Mourieux
- Kazimierz Kaczor – ojciec Olivarez
- Jolanta Wołłejko – Klara
- Maciej Rayzacher – George